# Directoriaal systeem
Een directoriaal systeem is een regeringsvorm waarbij een collectief zowel de uitvoerende macht als de functie van staatshoofd bekleedt.
De leden van het collectief zijn gelijkwaardig. De voorzitter is primus inter pares. Om de besluitvorming te vergemakkelijken, bestaat het collectief meestal uit een oneven aantal leden. De leden vergaderen en besluiten achter gesloten deuren. Naar buiten toe vertegenwoordigen alle leden het standpunt van het collectief en laten zich niet uit over hun persoonlijke opvatting.
Het directoriaal systeem kent net als het presidentiële systeem een zeer sterke scheiding der machten. Leden van het collectief mogen niet gelijktijdig parlementariër of rechter zijn. Het collectief kan wel door het parlement worden gekozen, maar eenmaal gekozen opereert het onafhankelijk. Dat betekent dat het collectief geen vertrouwen van het parlement nodig heeft en dat hun leden niet tussentijds door het parlement kunnen worden weggestuurd. Het collectief kan het parlement niet tussentijds ontbinden. Voor politieke partijen is het daarom niet nodig om een regeringscoalitie te smeden. In het parlement kunnen dan ook per onderwerp steeds wisselende meerderheden tot stand komen.

## Franse revolutie
Tussen 1795 en 1799 werd de uitvoerende macht van Frankrijk geleid door een vijfkoppig Directoire ('Directorium'), waarvan de leden werden gekozen door de Raad van Ouden op voordracht van de Raad van Vijfhonderd.

## Zwitserland
Het directoriaal systeem wordt in Zwitserland toegepast op federaal en kantonnaal niveau. Ook op gemeentelijk niveau komt het systeem voor. 
In haar eerste zitting na de federale parlementsverkiezingen kiest de Bondsvergadering de zevenkoppige Bondsraad. Sinds 1959 is het gebruikelijk dat de Bondsraad een zekere afspiegeling vormt van het parlement. Het voorzitterschap van de Bondsraad rouleert. Ieder jaar kiest de Bondsvergadering een ander lid van de Bondsraad als voorzitter (bondspresident). 
Op kantonnaal niveau worden, gelijktijdig met de verkiezingen voor het kantonsparlement, de vijf- of zevenkoppige kantonsregeringen door het volk gekozen. In het kanton Ticino worden de leden gekozen volgens evenredige vertegenwoordiging. In de andere kantons kent men freiwilliger Proporz: formeel worden de regeringsleden volgens een meerderheidsstelsel gekozen, maar doordat de partijen slechts het aantal kandidaten nomineren waar ze proportioneel gezien recht op hebben, vormt de samenstelling van de kantonsregering toch min of meer een afspiegeling van het kantonsparlement. De meeste kantonsregeringen kennen een jaarlijks roulerend voorzitterschap. In de kantons Basel-Stadt, Vaud en Genève wordt de voorzitter voor de volledige regeringstermijn gekozen.